# Genista hispanica
La olaguina o aliaga negral  (Genista hispanica) es una especie fanerógama de planta de la familia de las fabáceas.

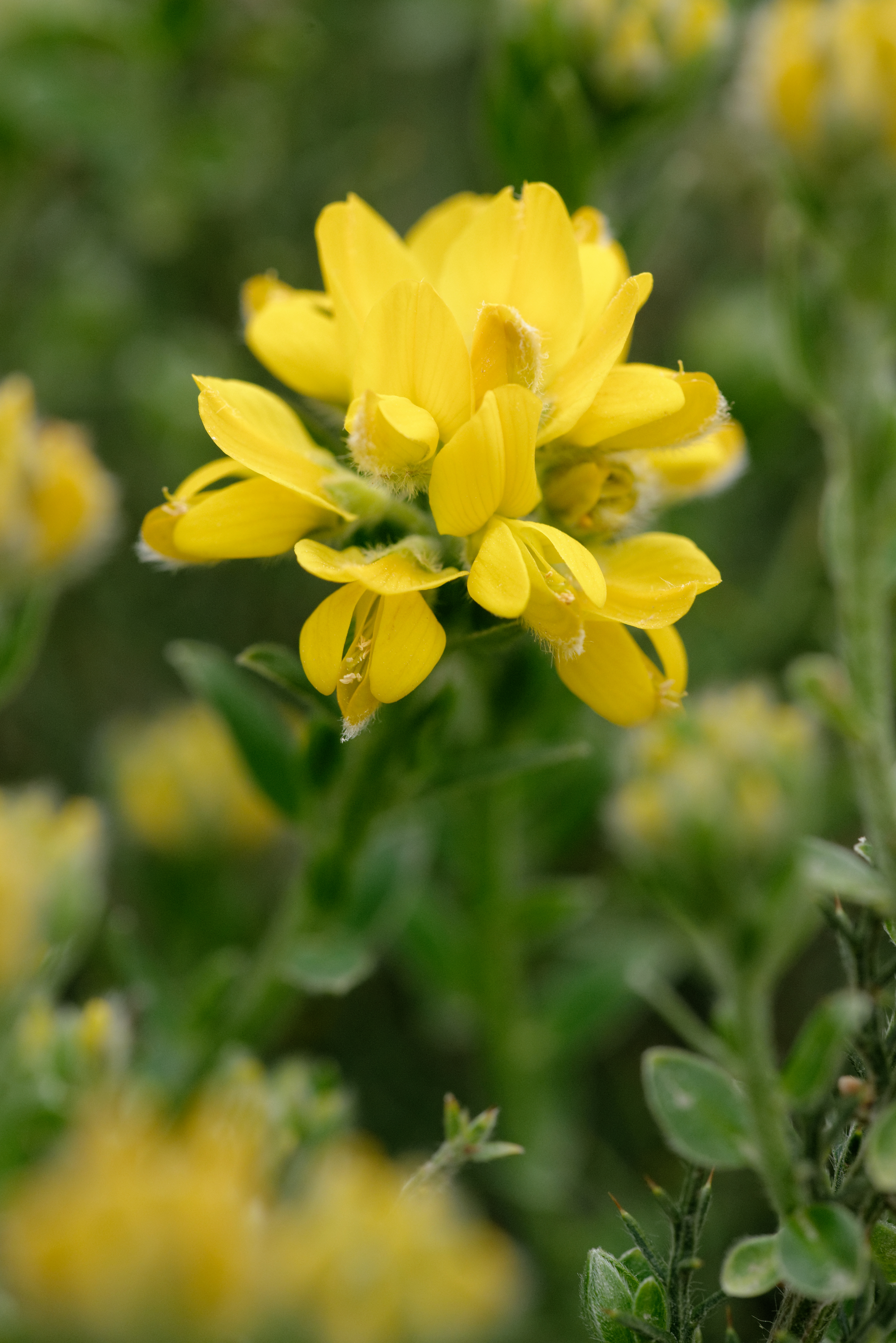
Vista de la flor

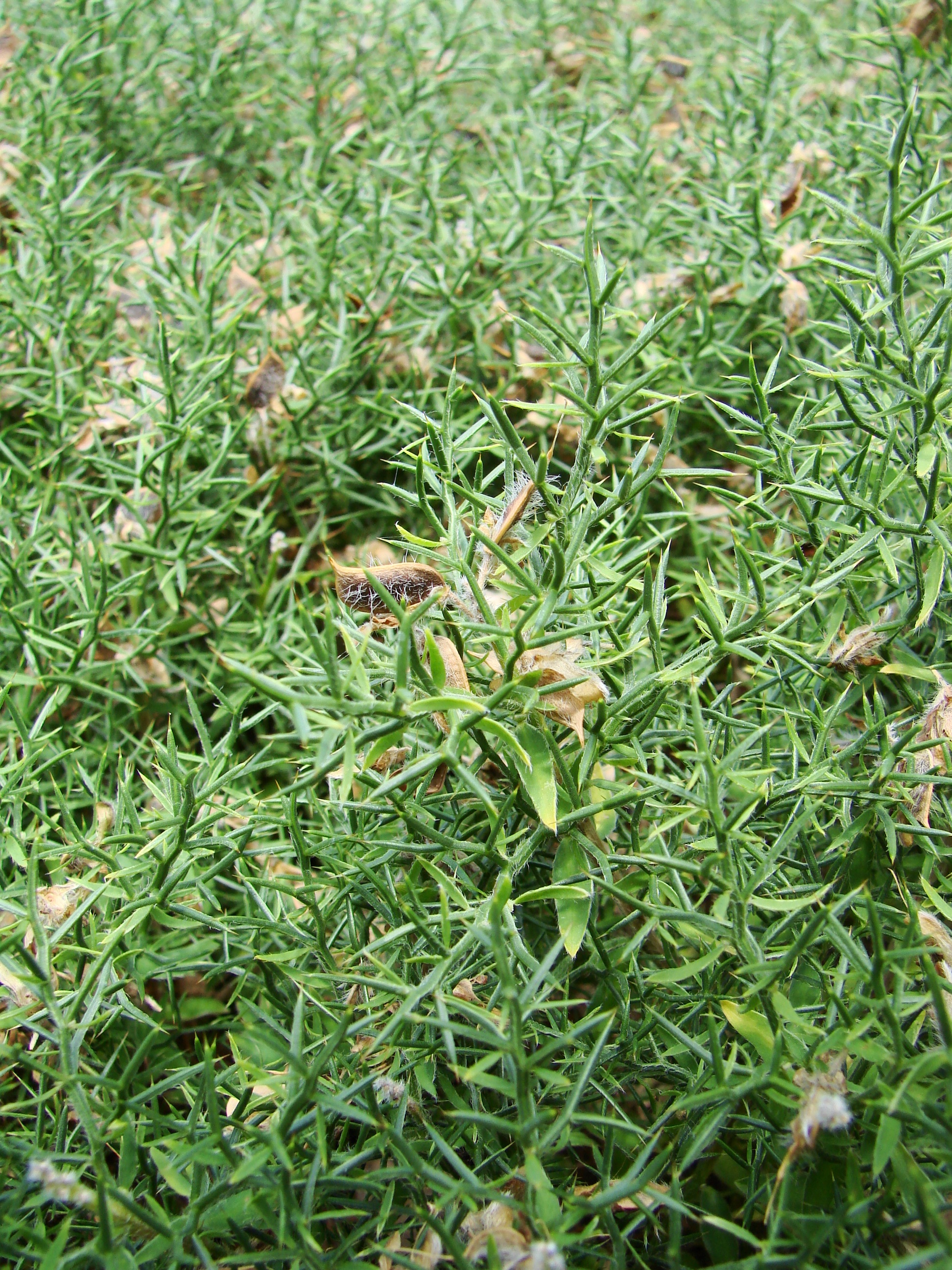
Vista de la planta

## Descripción
Mata intrincada de 30-60 cm de altura de color verde oscuro y aspecto semiesférico y almohadillado. Espinas ramificadas y verdes con puntas de 5 a 15 mm de longitud. Hojas lanceoladas de 6 a 11 mm de longitud. Flores amarillas en grupos terminales. Legumbres cortas y curvadas de 1 cm de longitud. Florece en primavera dando al paisaje un color amarillo dorado muy vivo.

## Distribución y hábitat
Se distribuye por la zona mediterránea de la península ibérica y sur de Francia.
La aliaga negral tapiza carrascales, robledales carrasqueños y acebedas aclaradas. También cubre bordes de hayedos xerófilos y robledales, así como matorrales y pastos de montaña en las estribaciones cantábricas por Palencia y León y norte de Burgos. Abunda en la Sierra de la Demanda y norte de Soria por Cebollera. En los montes de Miranda de Ebro llega a crecer incluso en el coscojar. Es una especie heliófila que ocupa los claros del bosque o los pastizales y rasos a partir de los 1.000 metros de altitud hasta los 1.500. En general ocupa suelos calizos y margosos y más raramente en terrenos silíceos, siendo indicadora de sustratos neutros. Es más exigente en humedad que la olaga común (Genista scorpius)

## Importancia económica y cultural
Usos
Se puede comer en crudo o en caliente, con una pizca de sal.
Planta decorativa muy utilizada en Europa como ornamental en rocallas y bordes por su preciosa floración veraniega. Se multiplica por semilla en febrero o por estaquilla verde en agosto.
Información etnobotánica
Los caballos que viven semisalvajes en los montes, como ocurre con los de la raza losina y los asturcones, la buscan con fruición en invierno. Incluso llegan a quitar la nieve con sus cascos para acceder a este selecto, aunque espinoso forraje.

## Taxonomía
Genista hispanica fue descrita por Carlos Linneo y publicado en Species Plantarum 2: 711. 1753.
Etimología
Genista: nombre genérico que proviene del latín de la que los reyes y reinas Plantagenet de Inglaterra tomaron su nombre, planta Genesta o plante genest, en alusión a una historia que, cuando Guillermo el Conquistador se embarcó rumbo a Inglaterra, arrancó una planta que se mantenía firme, tenazmente, a una roca y la metió en su casco como símbolo de que él también sería tenaz en su arriesgada tarea. La planta fue la  llamada planta genista en latín. Esta es una buena historia, pero por desgracia Guillermo el Conquistador llegó mucho antes de los Plantagenet y en realidad fue Godofredo de Anjou que fue apodado el Plantagenet, porque llevaba un ramito de flores amarillas de retama en su casco como una insignia (genêt es el nombre francés del arbusto de retama), y fue su hijo, Enrique II, el que se convirtió en el primer rey Plantagenet. Otras explicaciones históricas son que Geoffrey plantó este arbusto como una cubierta de caza o que él la usaba para azotarse a sí mismo. No fue hasta que Ricardo de York, el padre de los dos reyes Eduardo IV y Ricardo III, cuando los miembros de esta familia adoptaron el nombre de Plantagenet, y luego se aplicó retroactivamente a los descendientes de Godofredo I de Anjou como el nombre dinástico.
hispanica: epíteto geográfico que alude a su localización en Hispania.
Citología
Números cromosomáticos de Genista hispanica  (Fam. Leguminosae) y táxones infraespecificos = Genista hispanica subsp. hispanica L.: n=18; 2n=36.
Sinonimia
- Cytisus hispanicus (L.) Vuk., Rad. Jugoslav. Akad. Znan, 31 : 100. 1875, nom. illeg. non Lam. (1786).
- Lissera hispanica (L.) Fourr., Ann. Soc. Linn. Lyon, ser. 2, 16: 358. 1868.
- Telinaria hispanica (L.) C.Presl, Abh. Königl. Böhm. Ges. Wiss., ser. 5, 3: 566. 1845.

## Nombres comunes
Se le llama olaguina en la provincia de Burgos y en La Rioja. Aliaga negral en la provincia de Soria; churro en el norte de Burgos; ote oria en vascuence riojano antiguo.
- Castellano: abrojos (Asturias), abulaga, algoma, aliaga de ciento en pie (Logroño), cascabla, cascaula, espárrago, hierba de la matriquera (Aragón), ulagiño (Logroño).[5]